# Teruo Abe
Teruo Abe, är en japansk tidigare fotbollsspelare.